# Đảo Bahrain
Đảo Bahrain (tiếng Ả Rập: جزيرة البحرين Jazīrah al-Baḥrayn), còn được gọi là Đảo al-Awal trước đây là Bahrein, là hòn đảo lớn nhất trong quần đảo của Bahrain, chiếm phần lớn diện tích của nước này và phần lớn dân số.

## Địa lý tự nhiên
Hầu hết các hòn đảo của Bahrain nằm ở vùng nước phía tây vịnh Ba Tư, giữa quần đảo này và bờ phía tây (bờ biển Ả Rập Xê Út) là một vịnh biển tương đối nông được gọi là vịnh Bahrain. Phần đáy biển liền kề với Bahrain là đá và phần phía bắc của đảo chủ yếu được bao phủ bởi những rạn san hô rộng lớn.
Cảnh quan tự nhiên của đảo là sa mạc khô cằn có địa hình thấp. Địa hình nhiều ngọn đồi thấp, vách đá lởm chởm và khe núi nông. Địa chất nhiều đá vô xen lẫn cát mặn, vì vậy thực vật chủ yếu là cây gai và chà. Có một dải đất màu mỡ dài 5 km (3,1 miles) dọc bờ biển phía bắc nơi chà là, hạnh nhân, sung và lựu có thể phát triển. Chính giữa đảo là núi Khói cao 134 m (440 ft), điểm cao nhất trên đảo. Hầu hết các giếng dầu của nước này nằm gần khu vực của núi Khói.
Điều kiện khí hậu của khu vực này là khô cằn. Nhiệt độ trung bình hàng năm trong khu vực là 28 °C. Tháng nóng nhất là tháng 8, khi nhiệt độ trung bình là 38 °C và lạnh nhất là tháng 1, 18 °C. Lượng mưa trung bình hàng năm là 144 mm. Tháng nhiều mưa nhất là tháng 11, với lượng mưa trung bình 38 mm, và tháng khô nhất là tháng 10, với lượng mưa 1 mm.
Trên đảo không có bất kỳ một con sông nào.

## Địa lý kinh tế - xã hội
Manama, thủ đô của vương quốc Bahrain, nằm ở mũi phía đông bắc của hòn đảo Bahrain. Cảng chính Mina Salman cũng nằm trên đảo cũng như các cơ sở lọc dầu chính và các trung tâm thương mại.
Hòn đảo được chia thành 3 tỉnh.

### Giao thông vận tải
Đường và cầu nối Bahrain với các đảo lân cận và đất liền Ả Rập Xê Út. Đường lâu đời nhất được xây dựng vào năm 1929, nối Bahrain với Al Muharraq, hòn đảo lớn thứ ba. 
Có ba đường nối đảo Muharraq với Manama trên đảo Bahrain:
- Cầu Shaikh Hamad Bridge: Từ thành phố Muharraq đến Khu Ngoại giao.
- Đường cao tốc Shaikh Isa bin Salman: Từ thành phố Muharraq/Busaiteen đến Khu Ngoại giao.
- Cầu Shaikh Khalifa: Từ Hidd đến Juffair.

Tại bờ đông của nó - Sitrah là nhà ga xuất khẩu dầu, được liên kết với Bahrain bởi một cây cầu mở rộng kênh hẹp ngăn cách hai hòn đảo. 
Ở bờ biển phía tây, một đường đến đảo Umm al Nasan, tiếp tục đến thị trấn Al Khubar qua đường cao tốc King Fahd.

## Thư viện

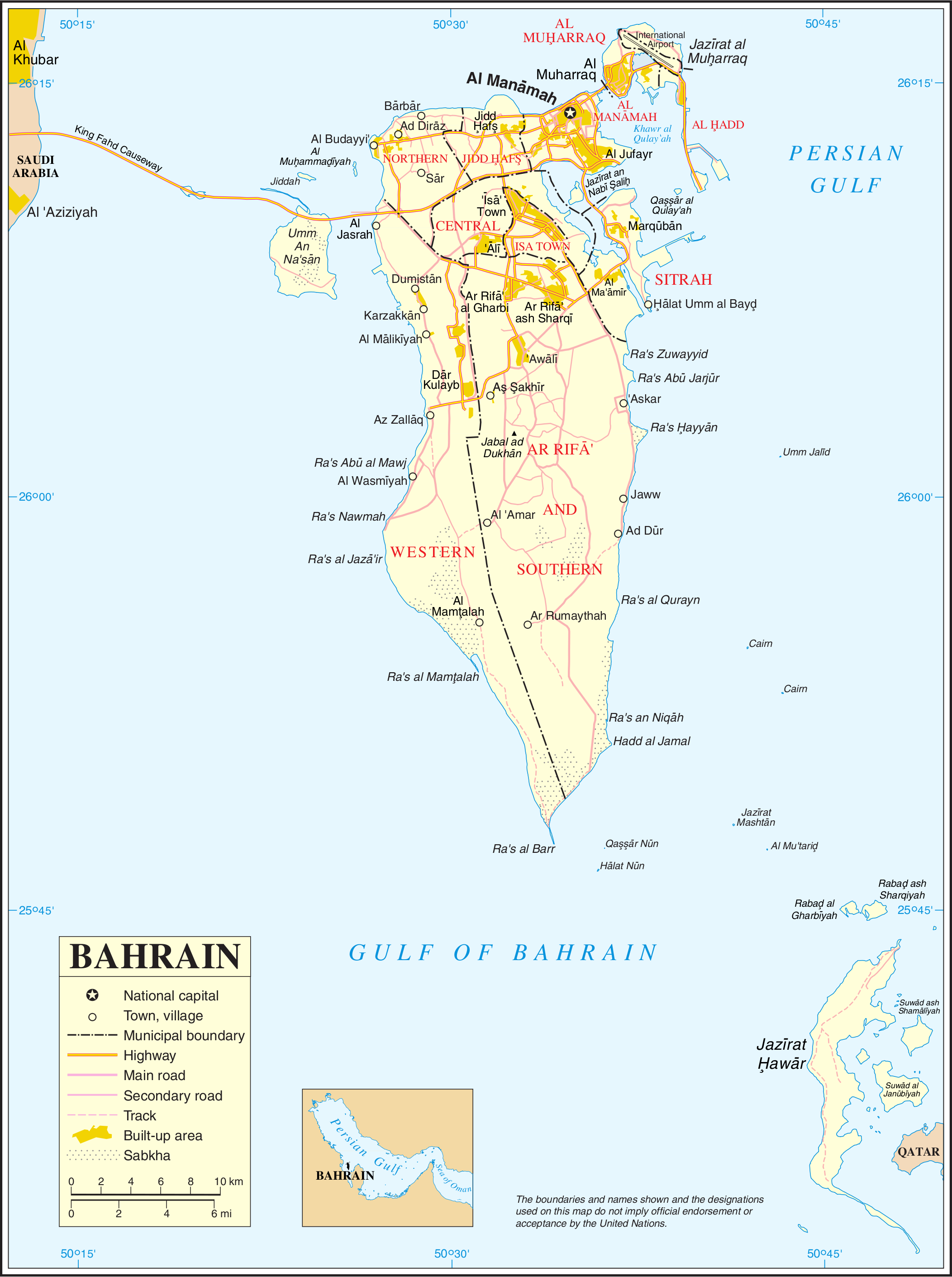
Bản đồ 1
Bản đồ Huyện
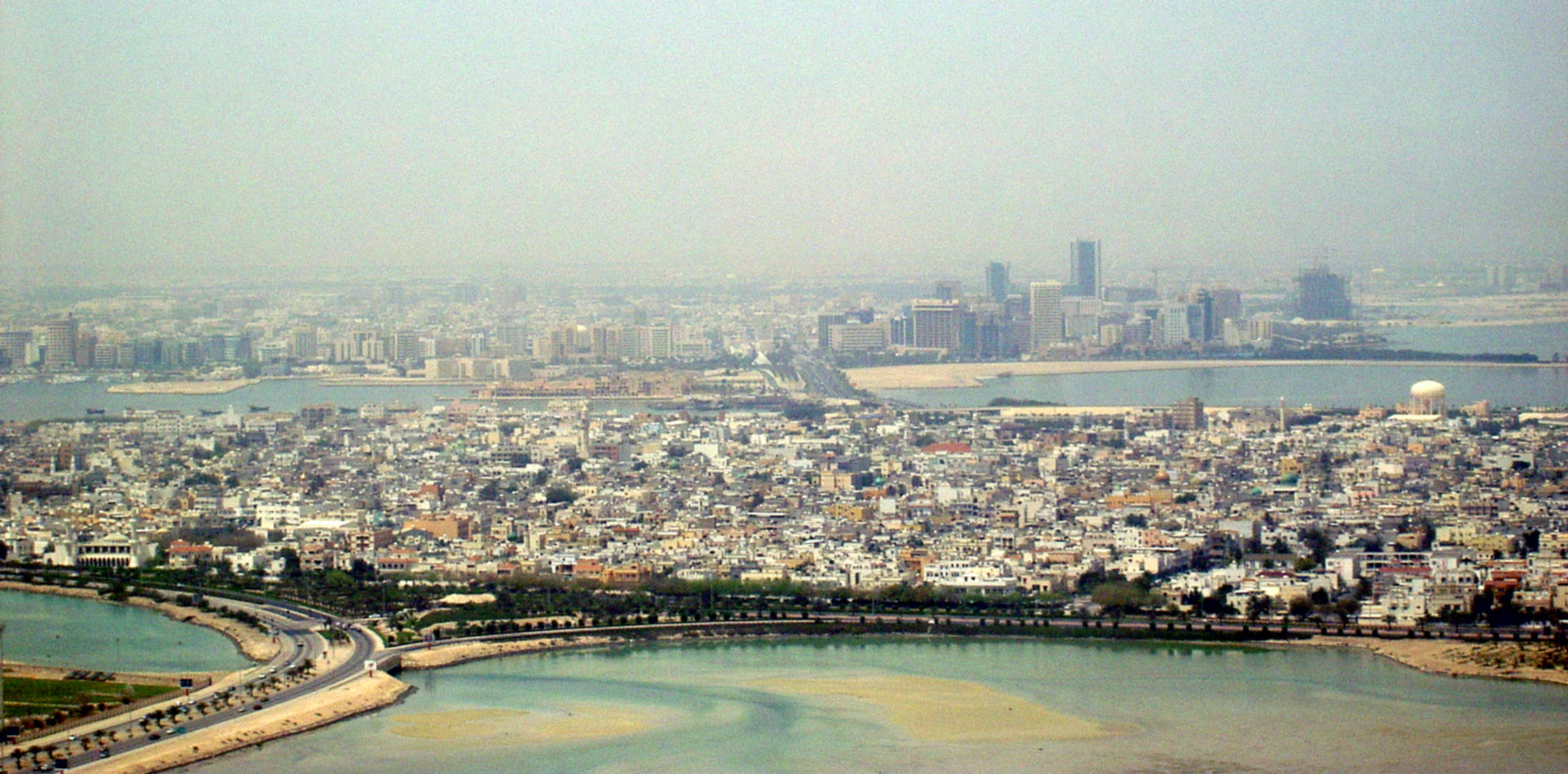
Muharraq nhìn từ vịnh Bahrain
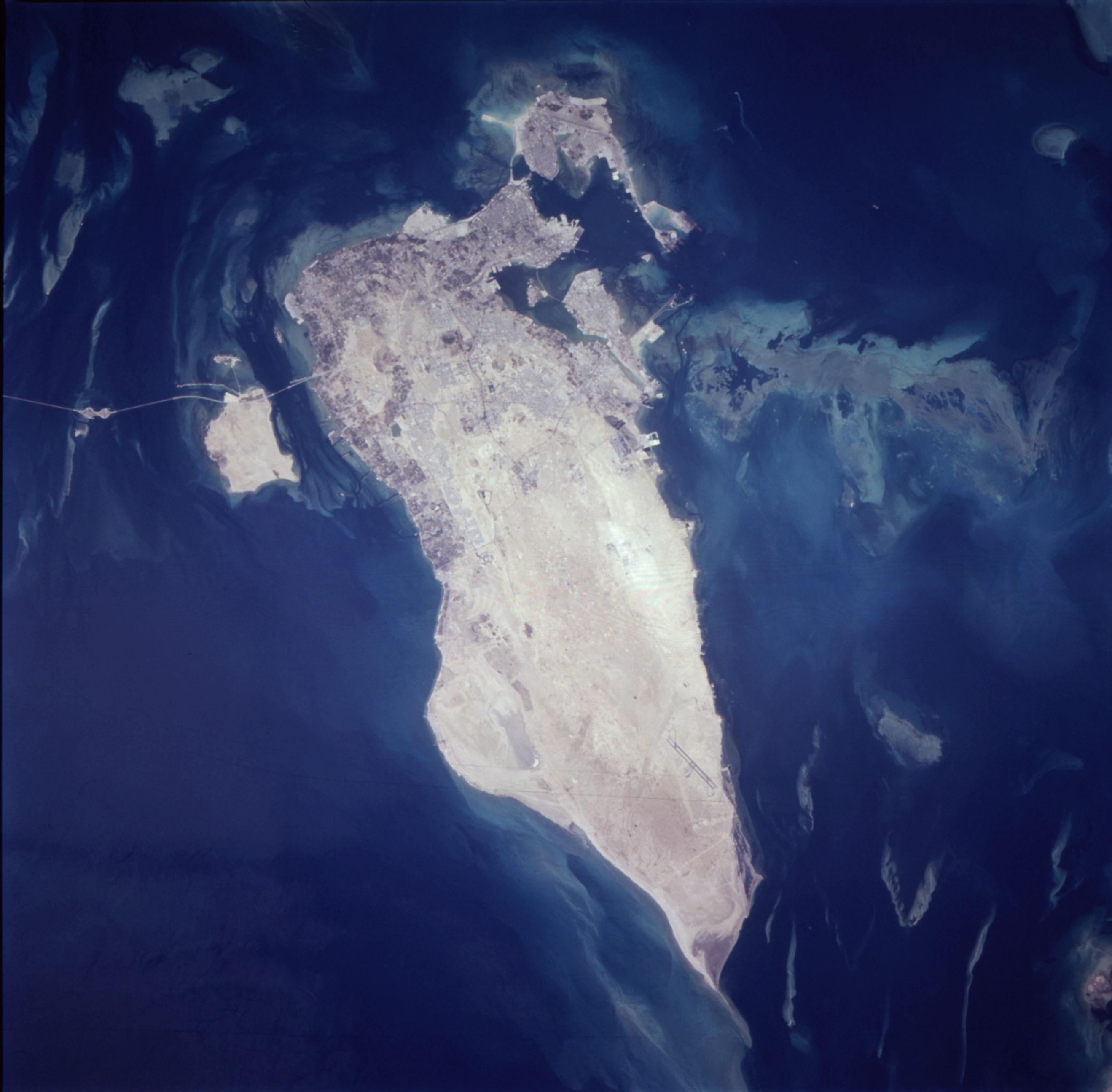
đảo nhìn từ không gian.